# ملاكبل

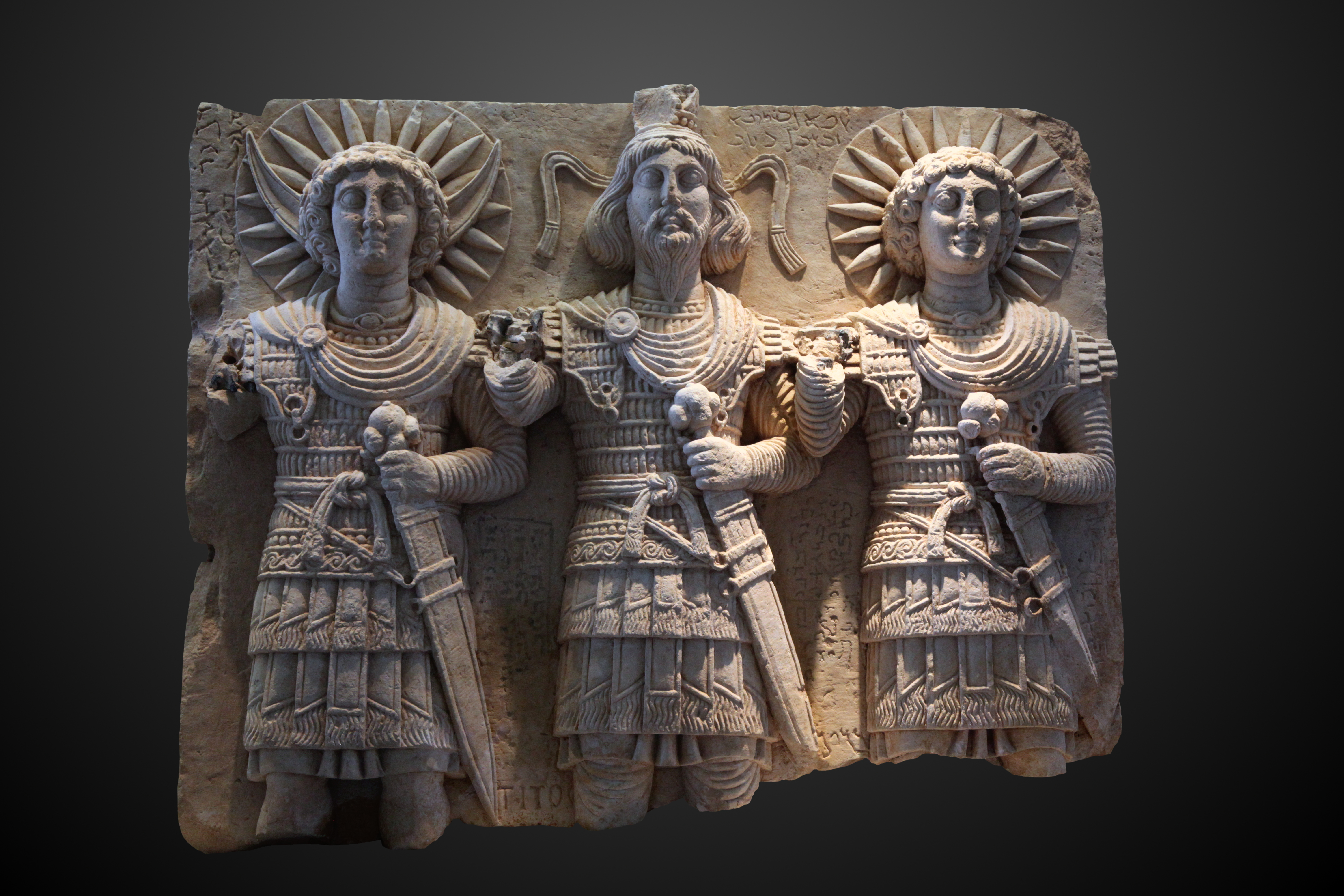
نقش بارز من القرن الأول الميلادي من تدمر يصور من اليسار إلى اليمين عجليبول ، وبعلشمين ، وملكبل

ملاكبل أو ملاك بل ( الآرامية التدمرية 𐡬𐡫𐡪𐡡𐡫 ملكبل )كان إلهًا للشمس يُعبد في مدينة تدمر السورية القديمة، وكان مرتبطًا ومُقدسًا عادةً مع إله القمر عجلبول وثالث ثلاثة يتضمن رب السماء بعلشمين .

## تأثيل
اسم ملاكبل من كلمتي ملاك وتعني رسول، وكلمة بل وهي صيغة أخرى لكلمة بعل فالمعنى "رسول بعل "،   ما يدل على دوره الأسطوري كرسول ومساعد للإله بعل . 

## الأدلة الأثرية
أقدم ذكر معروف لملاكبل يرد في نقش يعود تاريخه إلى عام 17 ق.م ويربطه بالإله القمري عجلبول.   كما تربطه العديد من النقوش الأخرى التي كتبها بني كوماري بعجلبول، بما في ذلك نقش ثنائي اللغة من عام 122 م حيث يرعى عجلبول وملاكبل مواطنًا يُدعى ماناي لتقواه. 
أمكن توثيق شهادات عبادة ملاكبل في روما ،   وكذلك في مقاطعة نوميديا الرومانية في شمال إفريقيا، كما يشهد على ذلك نقش يعود تاريخه إلى نحو 178 م في بلدة القنطرة ،  حيث كان يتمركز رماة تدمر. 

### الحُرُم

#### في تدمر
تشهد العديد من النقوش من القرن الثاني الميلادي في تدمر على أن عجلبول كان يُبجل مع ملاكيل في حرم يُعرف باسم "الجنة المقدسة"    والذي كان أحد الحُرُم الأربعة الرئيسية في المدينة.  وكان بني كوماري ، وهم من المريدين المعروفين للإلهين ملاكيل وعجلبول، يعتنون بهذا المكان المقدس.  
احتوى الحرم على مذبحين وشجرة سرو مقدسة. تُظهر إحدى النقوش البارزة الموجودة في معبد بل حرم المذبحين وتصويرًا للإلهين.  واحتوى الحرم على مغسل كذلك،  كما تشهد على ذلك نقوش تعود إلى عام 182 م تذكر تومالاكيس، ابنة حدودان، التي ساهمت بمبلغ 2500 دينار في بناء مغاسل عجلبول وملاكبل. 

#### في روما
اكتشف حرم لملاكبل يعود لأوائل القرن الثاني الميلادي في روما .  موقع الحرم كان على الضفة اليمنى لنهر التيبر ، بالقرب من العديد من مستودعات النبيذ. هناك، جرت مطابقة ملاكيل في كثير من الأحيان مع الإله الروماني سول ، المعروف باسم الإله سول الأكثر قداسة Deus Sol Sanctissimus، وفي بعض الأحيان كان يحمل لقب " إنفكتوس ". 

## ملاكبل وسول إنفيكتوس
كرس الإمبراطور أوريليان بعد انتصاره على إمبراطورية تدمر في عام 274م معبدًا كبيرًا لسول إنفيكتوس في روما؛  ويعتبر معظم الباحثين أن سول إنفيكتوس الذي كرس له أوريليان المعبد من أصل سوري،  إما استمرارً لعبادة سول إنفيكتوس إيل جبل ، أو ملاكيل تدمر،  إذ حُدد ملاكيل في كثير من الأحيان بالإله الروماني سول وحمل لقب إنفكتوس.  كان أحد أسمائه الأخرى، "سانكتيسموس Sanctissimus"، وهو لقبًا حمله أورليان في نقش من كابينا . 
لا يمكن حتى الآن تأكيد العلاقة بين ملاكبل وسول إنفيكتوس، إن وجدت، وربما ستظل دون حل. 

### الاستشهادات
1. 1 2  Teixidor 1979، صفحة 47.
2. 1 2 3 4 5 6 7 8  Watson 2004، صفحة 196.
3. 1 2 3  Smith II 2013، صفحة 66.
4. 1 2  Teixidor 1979، صفحة 35.
5. 1 2  Smith II 2013، صفحة 170.
6. ↑  Smith II 2013، صفحة 169.
7. 1 2  Smith II 2013، صفحة 67.
8. ↑  Teixidor 1979، صفحة 34.
9. ↑  Stoneman 1994، صفحة 68.
10. 1 2  W. Drijvers 1976، صفحة 37.
11. ↑  Hijmans 2009، صفحة 484.
12. ↑  Hijmans 2009، صفحة 485.
13. ↑  Halsberghe 1972، صفحة 156.